# Sajid Javid
Sajid Javid, född 5 december 1969 i Rochdale i Greater Manchester, är en brittisk politiker inom Konservativa partiet. Javid var finansminister från 2019 till 2020. Han är ledamot av det brittiska underhuset sedan parlamentsvalet 2010, och representerar valkretsen Bromsgrove i Worcestershire, West Midlands, England. 
Javid studerade ekonomi och politik vid University of Exeter. Under studierna gick han med i Konservativa partiet. Han började därefter jobba inom bankvärlden där han tidigt fick ett chefsjobb inom Deutsche Bank. Han valdes till parlamentsledamot för Bromsgrove i valet 2010. Under regeringen Cameron I fick han 2012 en juniorministerpost (Economic Secretary to the Treasury) inom Storbritanniens finansministerium och 2013 befordrades han till en annan juniorministerpost (Financial Secretary to the Treasury) inom samma ministerium.
2014 utsågs han till kultur- och sportminister (Secretary of State for Culture, Media and Sport), vilket innebar att han blev medlem av kabinettet inom Storbritanniens regering. Under några månader 2014 var han tillika jämställdhetsminister. I 2015-2016 var han näringsminister (Secretary of State for Business, Innovation and Skills) och ordförande för handelsstyrelsen (President of the Board of Trade), i regeringen Cameron II. Från 2016 till 2018 var han samhälls- och kommunminister (Secretary of State for Communities and Local Government) i Theresa Mays regering; från 2018 bytte ministerposten namn till bostads- och kommunminister (Secretary of State for Housing, Communities and Local Government). I april 2018 blev Javid inrikesminister i regeringen May II.
Efter att Theresa May i slutet av maj 2019 tillkännagav sin avgång som premiärminister och partiledare, ställde Javid upp som kandidat. Vid den första valomgången 13 juni var han en av tio kandidater som ställde upp, och en av sju som gick vidare. Han slogs ut i den fjärde omgången 20 juni, då fyra kandidater återstod.